# Scutellista aenea
Scutellista aenea är en stekelart som beskrevs av Kurdjumov 1912. Scutellista aenea ingår i släktet Scutellista och familjen puppglanssteklar.
Artens utbredningsområde är Ukraina. Inga underarter finns listade i Catalogue of Life.